# Julian Skrobot
Julian Skrobot, ps. „Rajmund”, „Rajmund Rużajskiˮ (ur. 1908, zm. 16 stycznia 1945 w Małogoszczu) – porucznik Narodowych Sił Zbrojnych, komendant placówki NSZ/AK „Wiernaˮ.

## Życiorys
Przed wojną pracował jako kierownik szkoły w Niwkach, a później inspektor szkolny powiatu będzińskiego. W 1939 walczył w Kampanii wrześniowej a po jej zakończeniu przybył do Buska-Zdroju jako oficer szkoleniowy AK.
W 1942 aresztowany przez żandarmerię i skazany na śmierć. Udało mu się zbiec i wraz z żoną przybył do Małogoszcza, gdzie został komendantem NSZ rejonu Małogoszcz - najliczniejszej formacji wojskowej w tym rejonie. Zasłynął wieloma akcjami przeciwko Niemcom, m.in. likwidacją konfidentów gestapo. Po scaleniu z NSZ z AK został komendantem placówki NSZ-AK „Wiernaˮ.
16 stycznia 1945 po wkroczeniu sowietów do Małogoszcza aresztowany i rozstrzelany przez NKWD na oczach żony i dzieci.
Historię Juliana Skrobota i okręgu NSZ Małogoszcz opisał jego syn Maciej Skrobot. Nie zdążył jej wydać w latach 90. z powodu nagłej śmierci. Publikacja została wydana w 2018 dzięki staraniom Remigiusza Skrobota, wnuka Juliana.

## Odznaczenia
- Krzyż Narodowego Czynu Zbrojnego[3]
- Krzyż Partyzancki[4]